# Bernardino Luini
Bernardino de Schapis (Scapi) dit Bernardino Luini (sig. Bernardino Lovinus) (Runo, dans la province de Varèse, en Lombardie ~1481 - 1532) est un peintre de l'école lombarde du XVIe siècle.
Avec Cesare da Sesto et Giampietrino Francesco Melzi, il fait partie dudit second léonardisme milanais.

## Biographie
Bernardino Luini naît à Runo de Giovanni Donato di Bernardo de Schapis, ou Scapis, surnommé "Monlone", dans une frazione de Dumenza, près de Luino sur le lac Majeur.
Son père, originaire de Dumenza, résida à Milan de 1469 à 1481, quand il revint dans son pays natal et épousa Caterina Ravazzi. Après la mort de cette première épouse, Giovanni épousa, un an et demi plus tard, Caterina de Nibiis ; ainsi la question se pose, à savoir si Bernardino doit être considéré comme le fils de la première ou de la seconde épouse.
Giovanni résida jusqu’en 1489 à Dumenza, s’occupant des domaines d’où il envoyait des fruits et légumes à son frère Pietro qui les vendait à Milan. Son père rentre à Milan en 1500, et il est probable que Bernardino Luini l’ait suivi.
Le 19 février 1501, l’artiste est mentionné pour la première fois comme fils et héritier de Giovanni (encore vivant) ; peu après, le 31 mars 1501, il figure, dans un contexte de peintres lombards, comme témoin d'un acte, avec Giacomo Bevilacqua, Giovanni Maria Bevilacqua, fils de maître Lazare, et Giovanni Antonio de Fedeli, fils de Giovanni. Dans ce document, Bernardini Luini est dit résident à Milan, dans la paroisse de San Carpoforo, Porta Cumana (actuelle Porta Comasina).
Sa famille s'y fournissait en produits agricoles pour les vendre à Milan où résidait son oncle, Pietro Scapi. En 1500, il s'installe à Milan avec son père. Sa formation picturale, documentée en 1501, se déroule dans la capitale lombarde sous la direction du Bramantino et de Bernardo Zenale avant celle de Léonard.
Selon Lomazzo, Il est apprenti chez Stefano Scotto, probablement avec Gaudenzio Ferrari. Pour d’autres historiens, il est apprenti chez Ambrogio Borgognone, et fut le maître de Gaudenzio Ferrari.
Un contrat atteste que Bernardino Luini était encore à Milan le 2 janvier 1504, tandis que le 27 octobre 1507, il est absent de la ville où il épouse, probablement dans la deuxième décennie du XVIe siècle, Marguerite de Lomatio, ou Lomazzo (encore vivante en 1534), dont il eut quatre enfants : Tobie, Evangelista, Giovan Pietro et Aurelio, ces deux derniers peintres.
Cité par C. Cesariano dans son commentaire sur Vitruve écrit dans la première décennie du siècle, comme l’un des peintres lombards qui se rendirent à Rome pour étudier la "manière moderne", Bernardino est mentionné par Vasari dans la première édition de la Vie (1550), dans la biographie de Boccaccino, il le dit, à propos des fresques de l'église Saint François de Saronno, « (peintre) « délicat, vague et honnête dans ses figures. » [qui] « a continué à faire de l’huile aussi bien que de l’huile fraîche, et il fut une personne très courtoise et servante de son art ; parce qu'à juste titre, il mérite ces louanges qui lui sont adressées, comme un artisan qui, avec l’ornement de la courtoisie, fit ainsi resplendir l'œuvre de sa vie comme celles de son art » (p. 680 : ce jugement est peut-être à l’origine de la définition du XIXe siècle du peintre comme "le Raphaël de Lombardie"). » Dans la deuxième édition des Vies (1568), Vasari en parlera plus simplement comme un « peintre très délicat et très vague » dans la vie de Boccaccino (IV, p. 312), et dans celles de Benvenuto Garofalo et de Girolamo da Carpi et "d’autres peintres lombards », Vasari le citera comme « auteur à Milan des fresques de la maison Rabia représentant les Métamorphoses d’Ovide et autres fables avec de belles et bonnes figures, et travaillées délicatement [(] et beaucoup d’autres œuvres", parmi lesquelles les peintures en S. Maurizio al Monastero Maggiore, "qui sont toutes raisonnables" (V, p. 435). » Lomazzo (1584) le rappelle encore, cette fois comme maître de Gaudenzio Ferrari et comme poète, peintre en perspective et excellent dans ses couleurs et dans ses vêtements.Lomazzo (1584) le rappelle encore, cette fois comme maître de Gaudenzio Ferrari et comme poète, peintre en perspective et excellent dans ses couleurs et dans ses vêtements.
Il jouit d’une renommée toujours croissante, premier parmi les disciples de Léonard, culminant au XIXe siècle, lorsque Stendhal (1828) recommandait de visiter ses fresques de Saronno pour dire "adieu à la belle peinture d’Italie" (Marani, 1996, p. 182 n. 21).
Puis son art sembla toucher les artistes français, de Pierre Puvis de Chavannes à Edgar Degas, en passant par Auguste Renoir (Id., 1991), notamment grâce aux gravures qui furent tirées, dès le début du XIXe siècle, par les maîtres de l’Académie de Brera.
Suivront les études de George Charles Williamson (1899), Giovanni Beltrami (1911) et Adolfo Venturi (1926).
Mais la revalorisation moderne de Bernardino Luini aurait été initiée par Roberto Longhi (1940), qui le racheta du nombre des piètres imitateurs de Léonard en le considérant, avec Andrea Solario et Giovanni Antonio Boltraffio, " peintre indépendant qui relevait à plein titre de "l’histoire réelle de l’art".
Dans la même direction, procédèrent les historiens de l’art A. Ottino Della Chiesa (1953, 1956, 1966), M.L. Ferrari (1967) et Romano (1982), jusqu’aux précisions récentes de M.T. Binaghi Olivari, G. Bora, P.C. Marani, C. Trinquati et quelques autres, en reprenant, à partir de 1507, un fort ascendant sur l’artiste de l’œuvre de Bernardo Zenale et de Bartolomeo Suardi dit Bramantino et le considérant comme représentant d’un classicisme contenu et interprète d’un malaise religieux répandu à Milan dans les premières décennies du XVIe siècle, même sans parvenir aux réponses dramatiques fournies, dans les mêmes années, par le Bramantino.

## Classification et attributions
Très actif entre la première et la seconde décennie du Cinquecento, Luini fait partie de ce que les italiens appellent second Léonardisme milanais, appartenant à une génération plus jeune formée lors du deuxième séjour du maître Léonard de Vinci à Milan avec notamment Giovanni Antonio Boltraffio.
Luini imita progressivement le maître florentin avec tant de savoir-faire et de réussite qu'un bon nombre de ses œuvres furent attribuées à son maître Léonard de Vinci.

## Influences

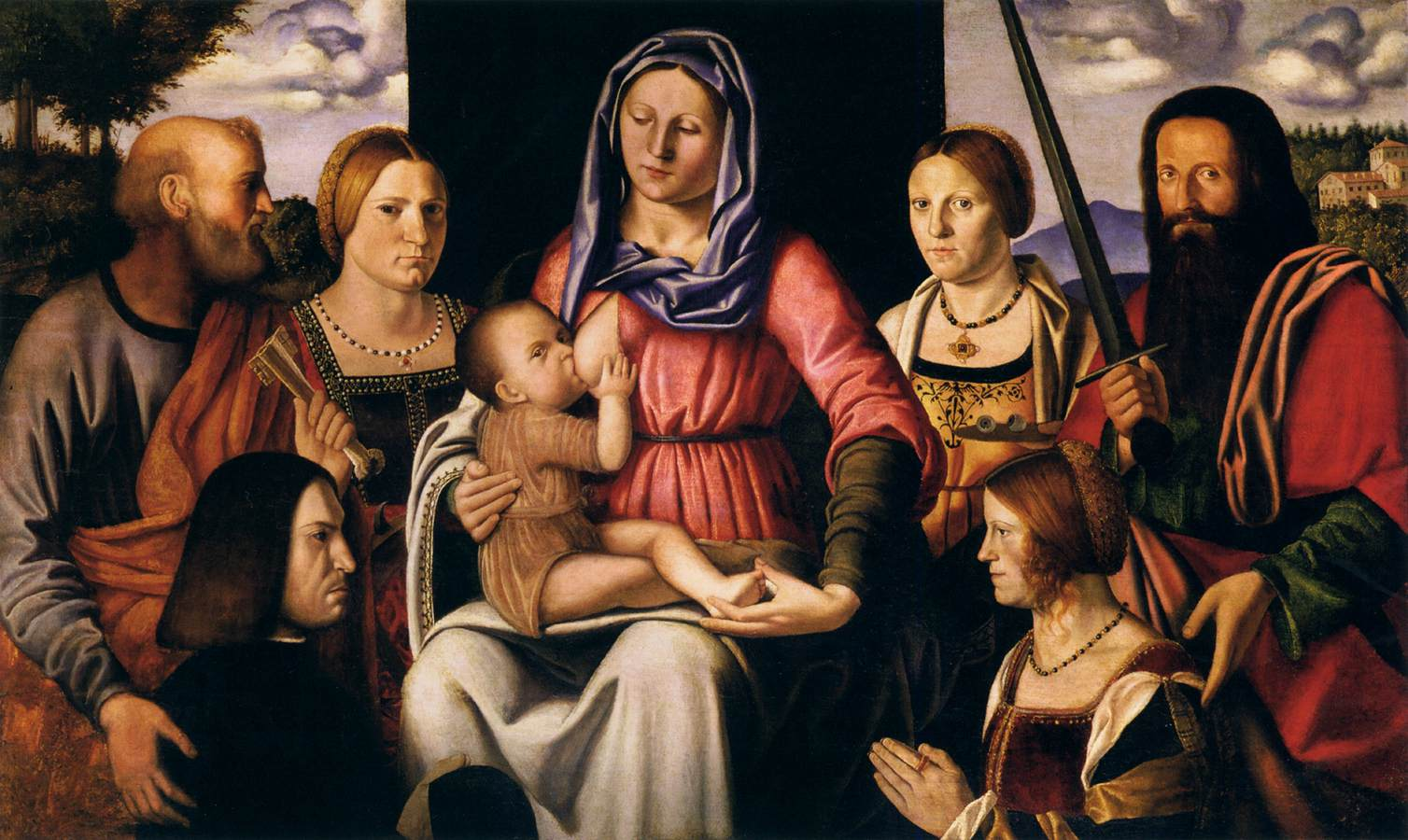
L’influence manifeste de Lorenzo Lotto sur Bernardino Luini dans cette composition de la Vierge à l’Enfant avec saints et commanditaires.

Beaucoup plus complexes sont pourtant les origines de son art.
Elles doivent être recherchées parfois dans la peinture lombarde en lien avec Ambrogio Bergognone.
L’influence directe du Bramantino est aussi évidente dans d’autres oeuvres, et en particulier dans certaines fresques de la Villa Pelucca près de Monza.
Il reçut également des suggestions du maître vénéto-bergamasque Lorenzo Lotto comme le montre la Vierge à l’Enfant ci-contre, ainsi que celles de Marco Marziale.
Par la suite, il accentua graduellement, dans sa peinture, la manière de faire des œuvres Léonardesques.
De là, il tira l’étude de la perspective aérienne et la lévitation du clair-obscur.
Dans ses œuvres se retrouve l'influence de Melozzo da Forlì.

Il semble avoir influencé à son tour Le Corrège.

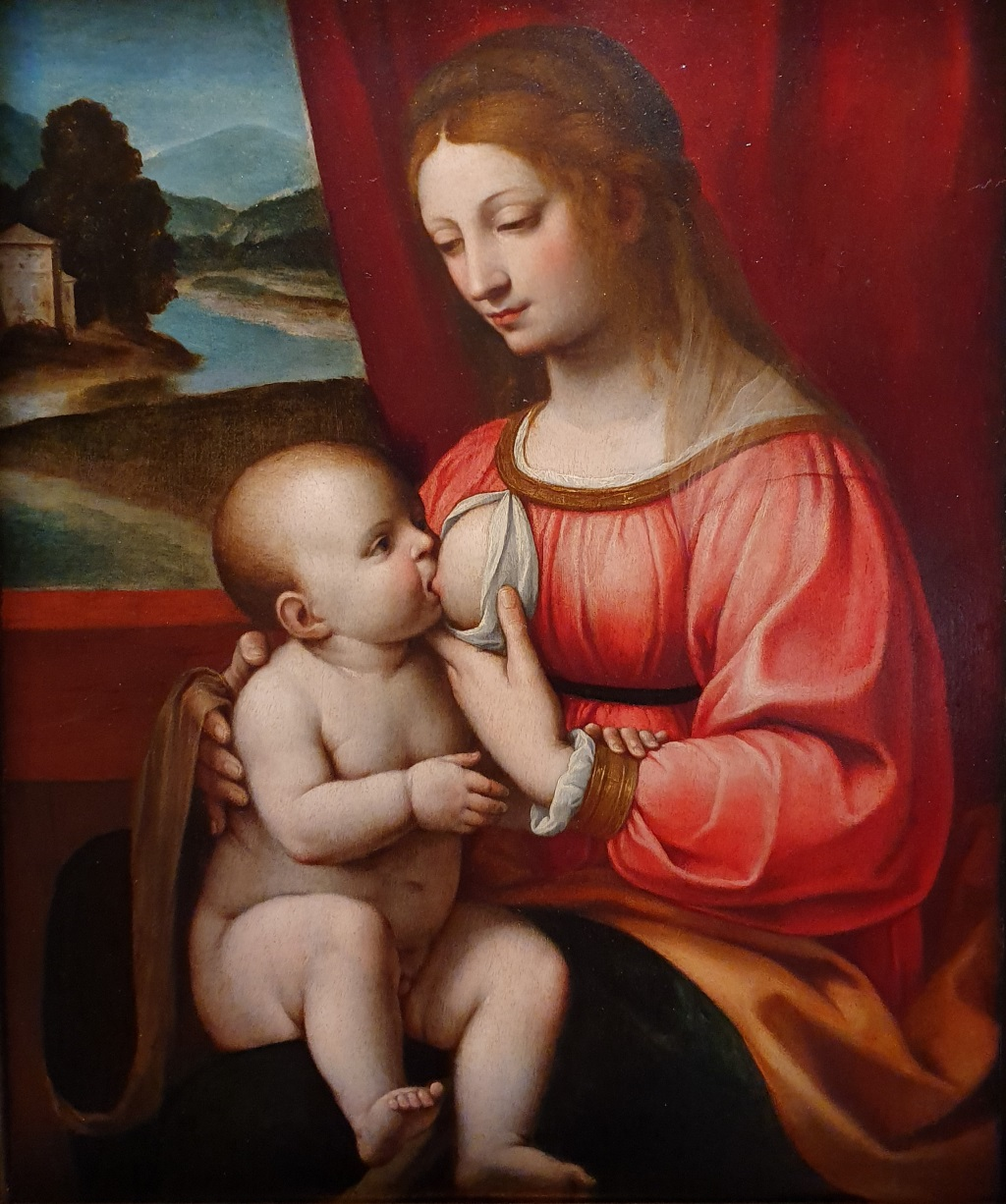
Madone allaitant l’Enfant, Pinacothèque ambrosienne de Milan
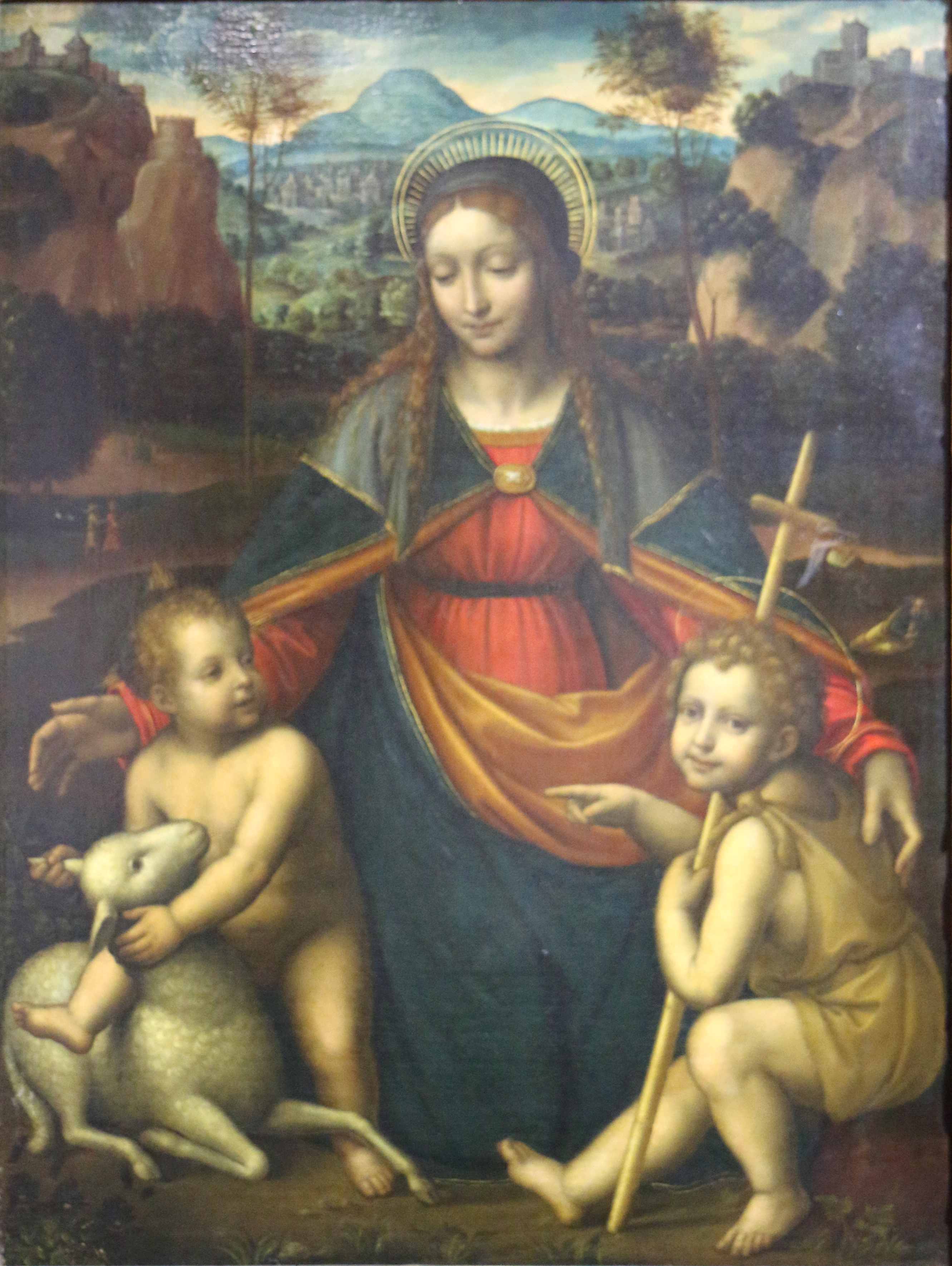
Vierge à l’Enfant avec saint Jean-Baptiste, Palais Carnolès de Menton
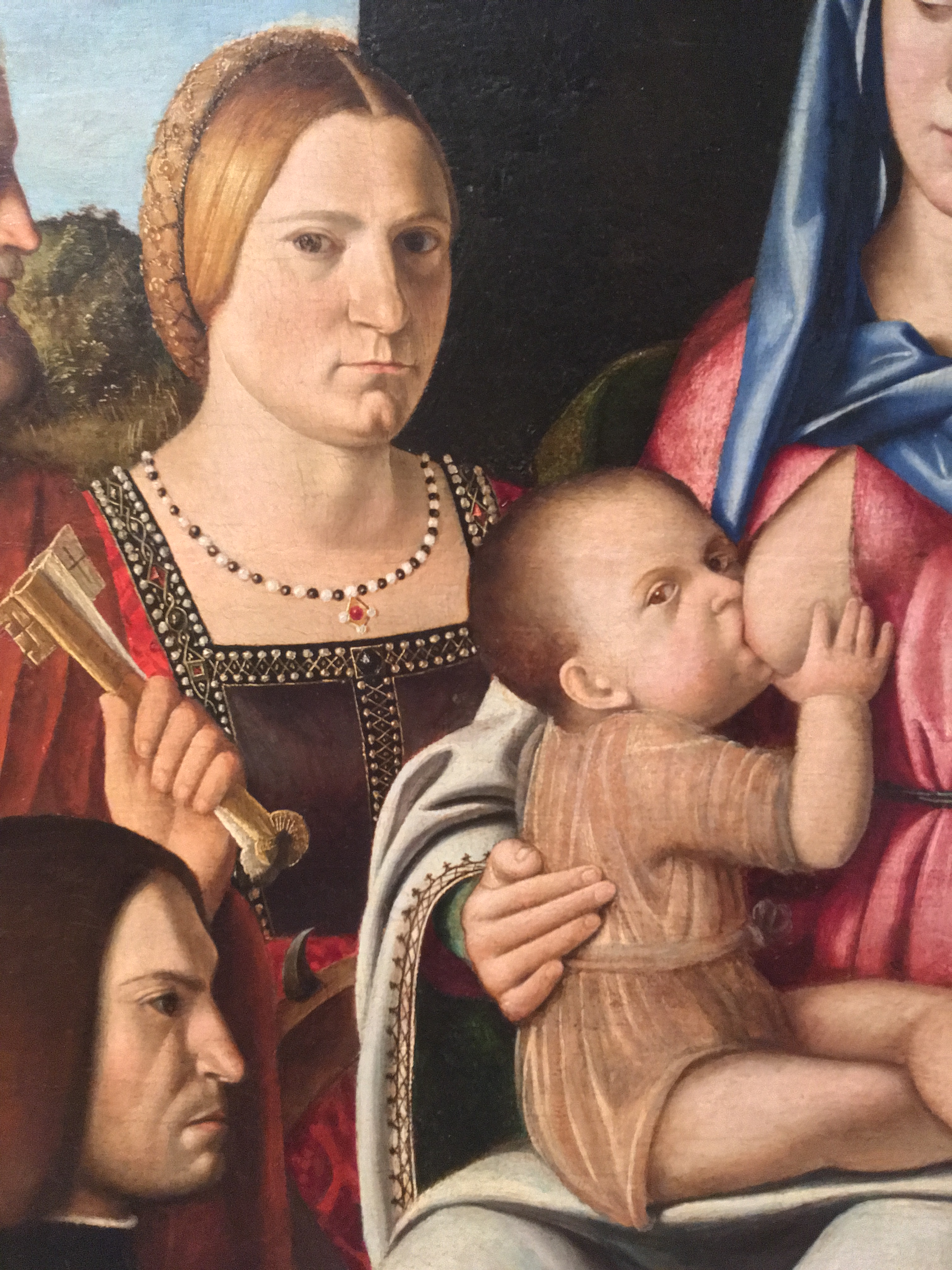
Détail de la Vierge à l’Enfant avec saints et commanditaires, Musées civiques de Padoue
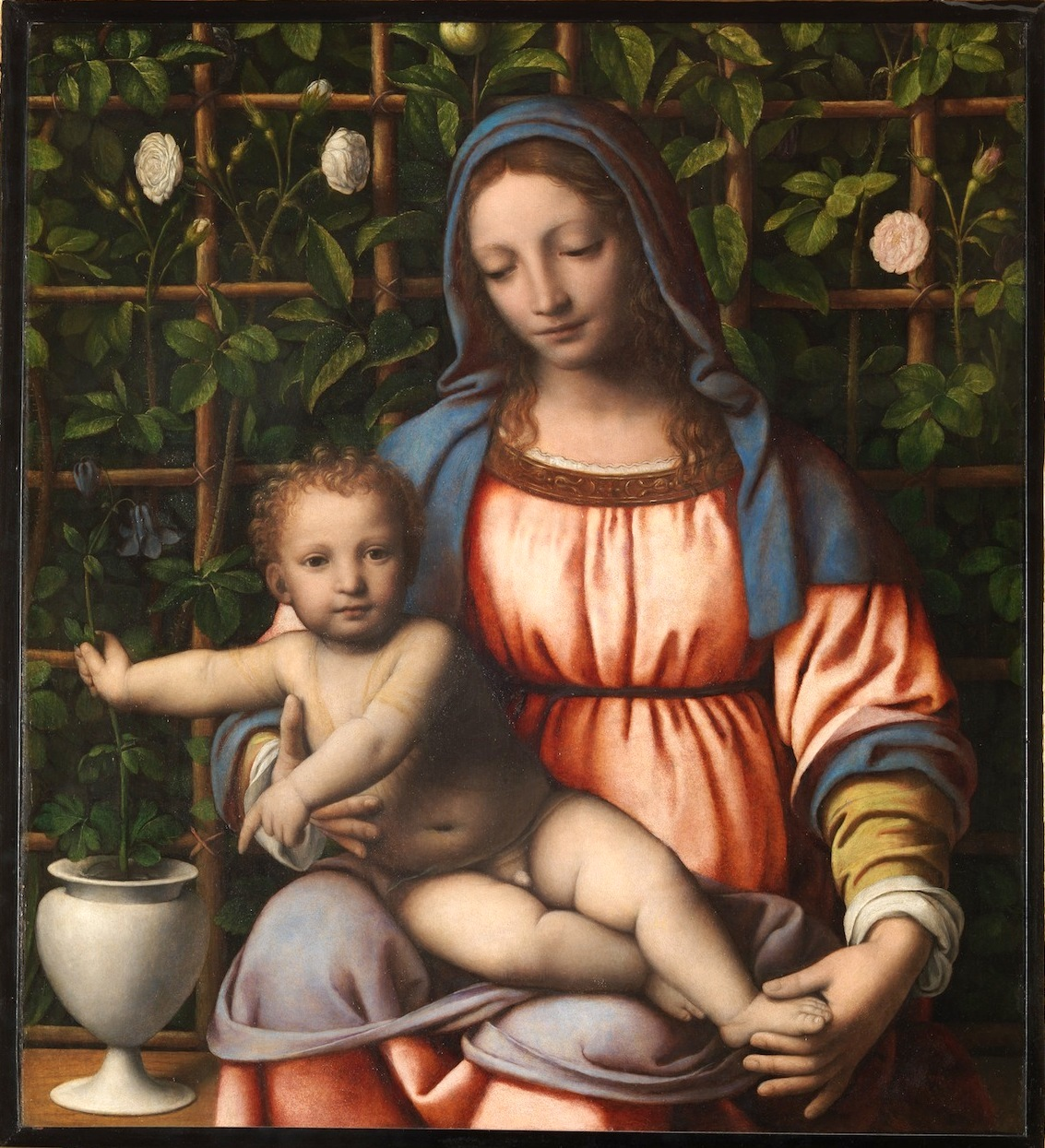
La Vierge à la Roseraie, Pinacothèque de Brera à Milan

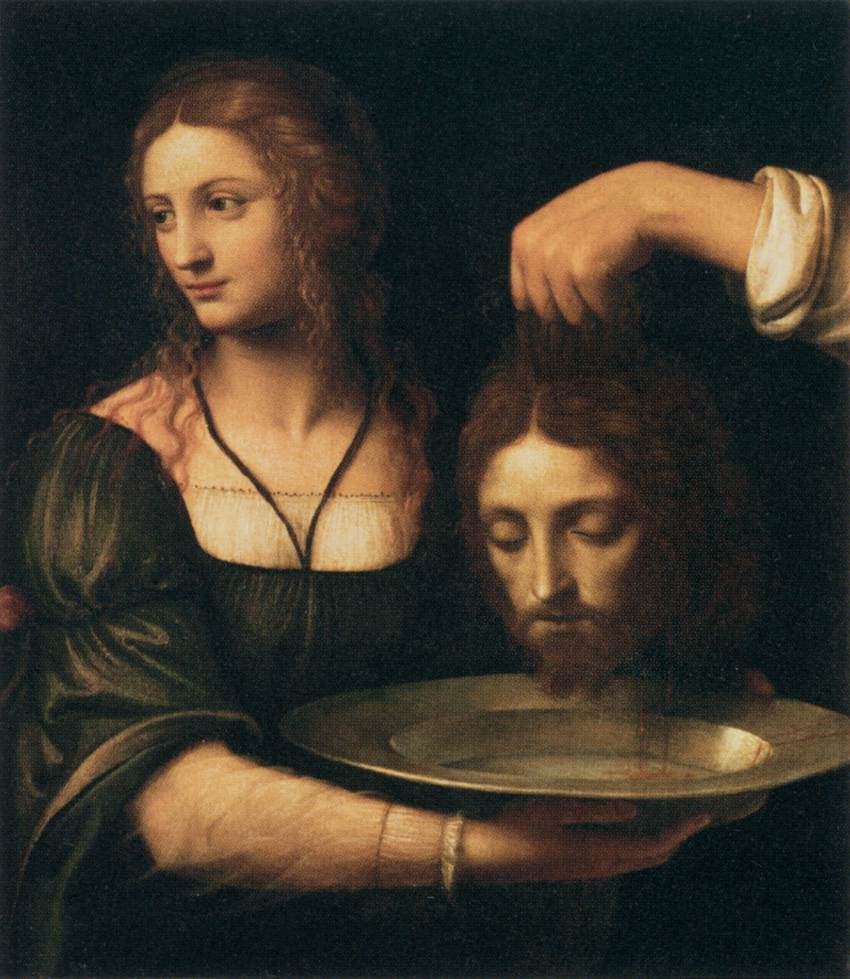
Salomé avec la tête de saint Jean-Baptiste, Musée du Louvre, Paris
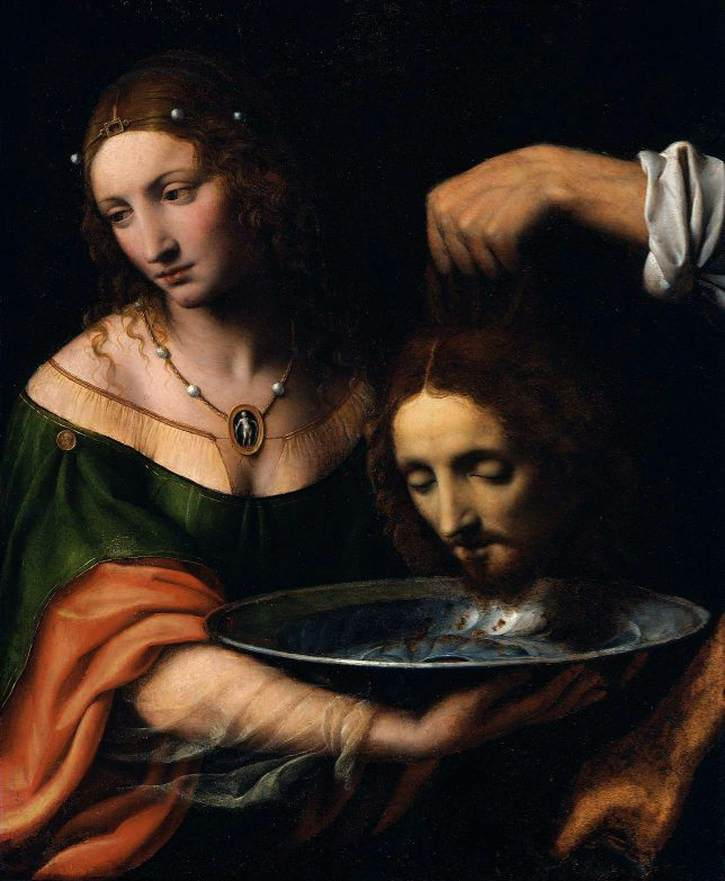
Salomé avec la tête de saint Jean-Baptiste, Musée des Beaux-Arts de Boston
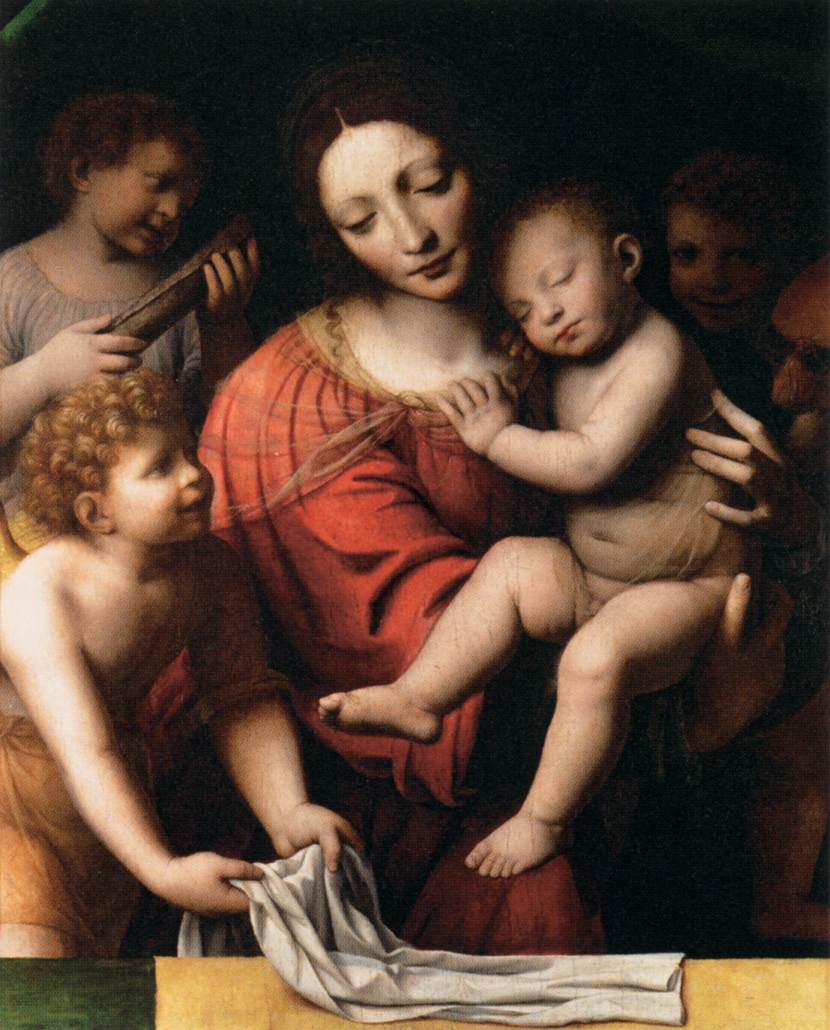
La Madone portant l’Enfant endormi avec saint Jean Baptiste, Musée du Louvre
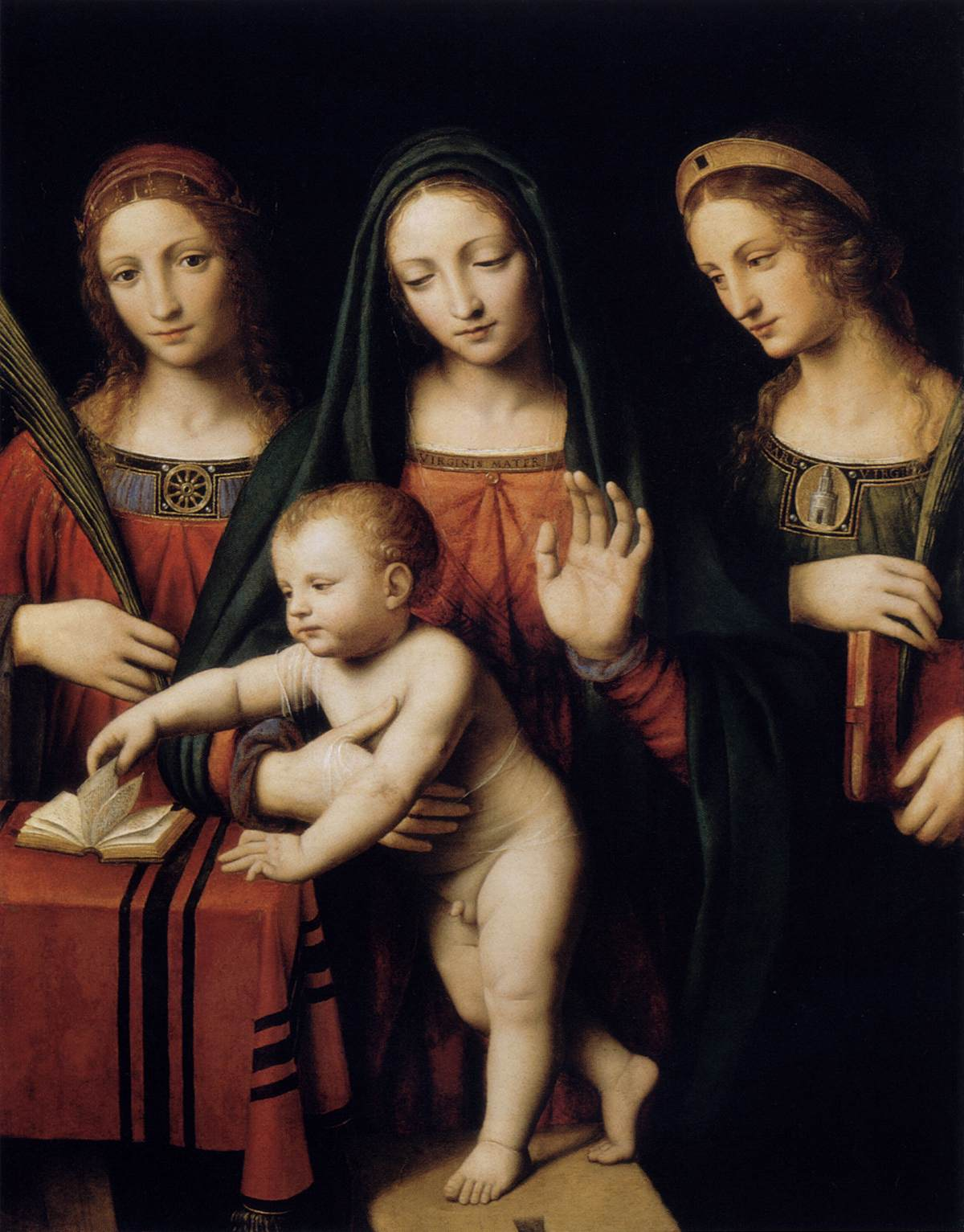
Madone à l’Enfant avec saintes Catherine et Barbara, Musée des Beaux-Arts de Budapest

## Œuvres
Les églises de Milan (en particulier l'Église San Maurizio al Monastero Maggiore et San Giorgio al Palazzo) mais aussi la pinacothèque Ambrosienne contiennent des fresques, des tableaux et des dessins de Luini et  le Christ couronné d’épines et la Passion.
Le Musée du Louvre fit l'acquisition à la fin des années 1860 de fresques de la collection Litta.
Parmi les œuvres principales :
- la fresque de la Vierge à l’Enfant (1512, église abbatiale de Chiaravalle Milanese);
- la Déposition et le Couronnement d’épines (1516 environ, Milan, S. Giorgio);
- la fresque de la Vierge à l’Enfant (1521, Milan, Brera);
- les fresques de la Villa Rabia alla Pelucca (1521-23, Milan, Brera), dont la célèbre Translation de sainte Catherine;
- la Madone du roseto, déjà dans la Chartreuse de Pavie.
- les fresques de Santa Maria della Pace (les deux à Milan, Brera);
- la Crucifixion (1529, Lugano, Eglise Santa Maria degli Angeli);
- les admirables fresques de la chapelle Besozzi (1530, Milan, Église San Maurizio al Monastero Maggiore).

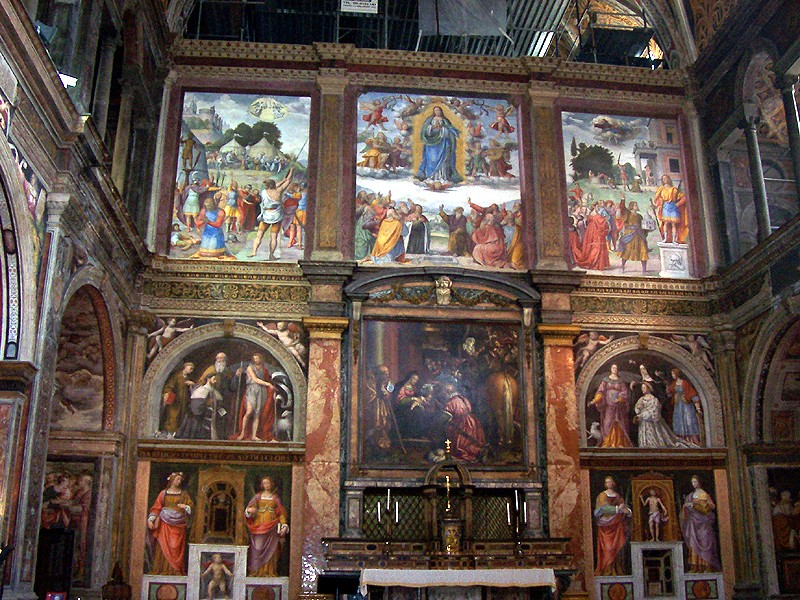
Fresques de Bernardino Luini pour le Monastère Maggiore (Saint Maurice) à Milan

### Milan
- Jeunes filles au bain, fresque déposée, v. 1520, 250 × 135 cm, Pinacothèque de Brera, Milan[5], Italie ;
- La Vierge de la roseraie (fig.), 1510 ou 1525, 63 × 70 cm, Pinacothèque de Brera, Milan, Italie, peinte pour la Chartreuse de Pavie[5] ;
- Fresques déposées de Santa Maria della Pace, à la Pinacothèque de Brera, Italie ;
- Fresques déposées de la maison des Rabia, à la Pinacothèque de Brera, Italie ;
- Peintures et Fresques de la Via Crucis de La Chapelle de la Passion, 1516, dans l'Église San Giorgio al Palazzo, Milan, Italie

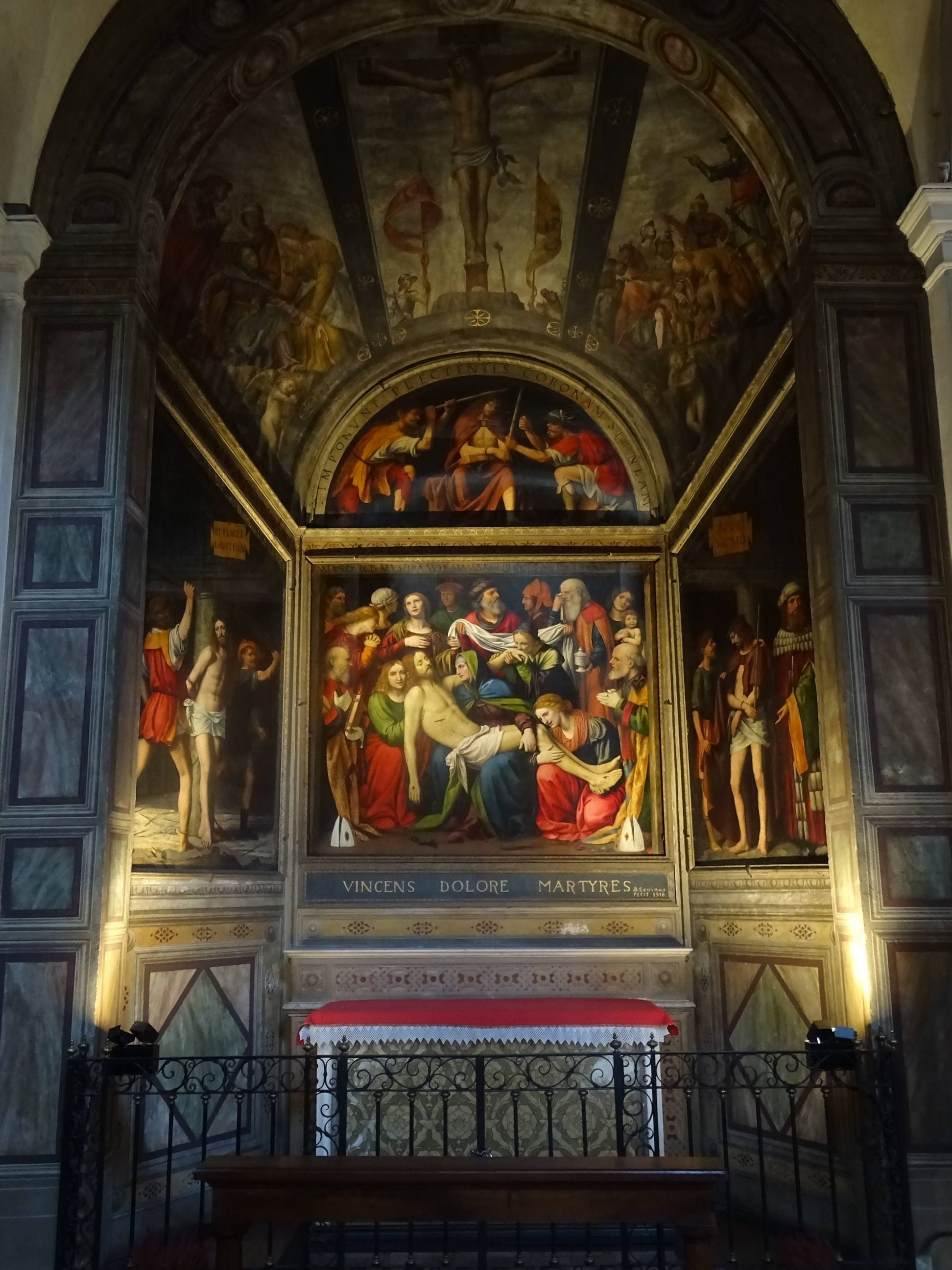
Cycle de la Passion, Fresque et peintures de Bernardino Luini dans l’église San Giorgio al Palazzo, Milan, datées de 1516.
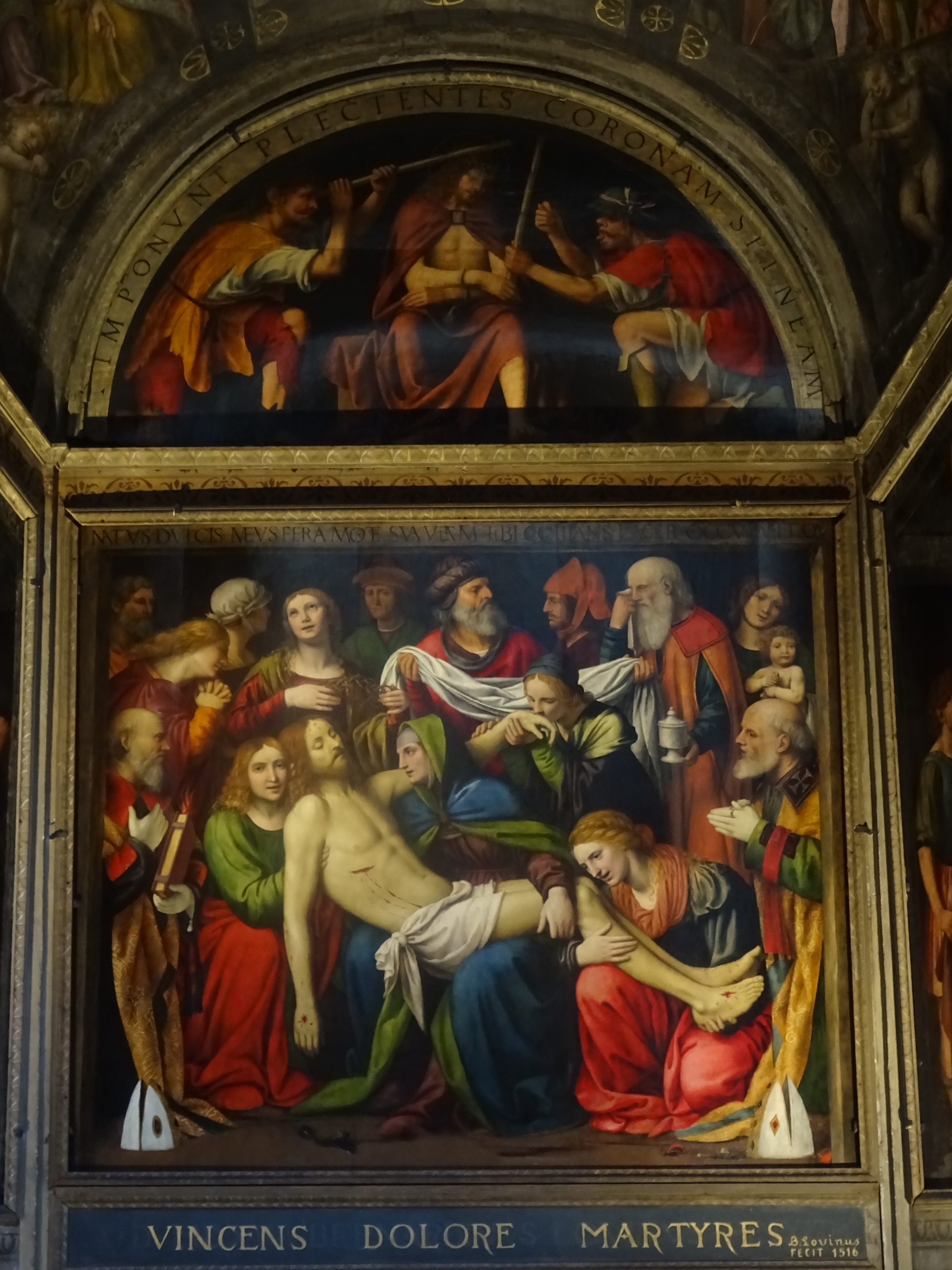
La Piétà de Bernardino Luini dans La Chapelle de la Passion en l’église San Giorgio al Palazzo, Milan, datées de 1516.

### Naples, Pavie, Florence
- Vierge à l'Enfant, 1510-1520, huile sur bois, 84 × 65 cm, Musée Capodimonte de Naples[6], Italie
- Portrait de femme, au Musées Civiques de Pavie à Pavie, Italie ;
- Saint Ambroise, 1520-1522, tempera sur bois, 150 × 64 cm, Musée de la Chartreuse de Pavie ;
- Saint Martin, 1520- 1522, tempera sur bois, 148 × 64 cm, Musée de la Chartreuse de Pavie ;
- Salomé reçoit la tête de saint Jean-Baptiste, vers 1527, toile, Galerie des offices de Florence, Italie

### Madrid
- La Vierge à l'Enfant et saint Jean Baptiste, Musée Thyssen-Bornemisza à Madrid, Espagne ;
- La Sainte Famille, huile sur toile, 100 x 84 cm, huile sur toile, Madrid, Musée du Prado Espagne ;

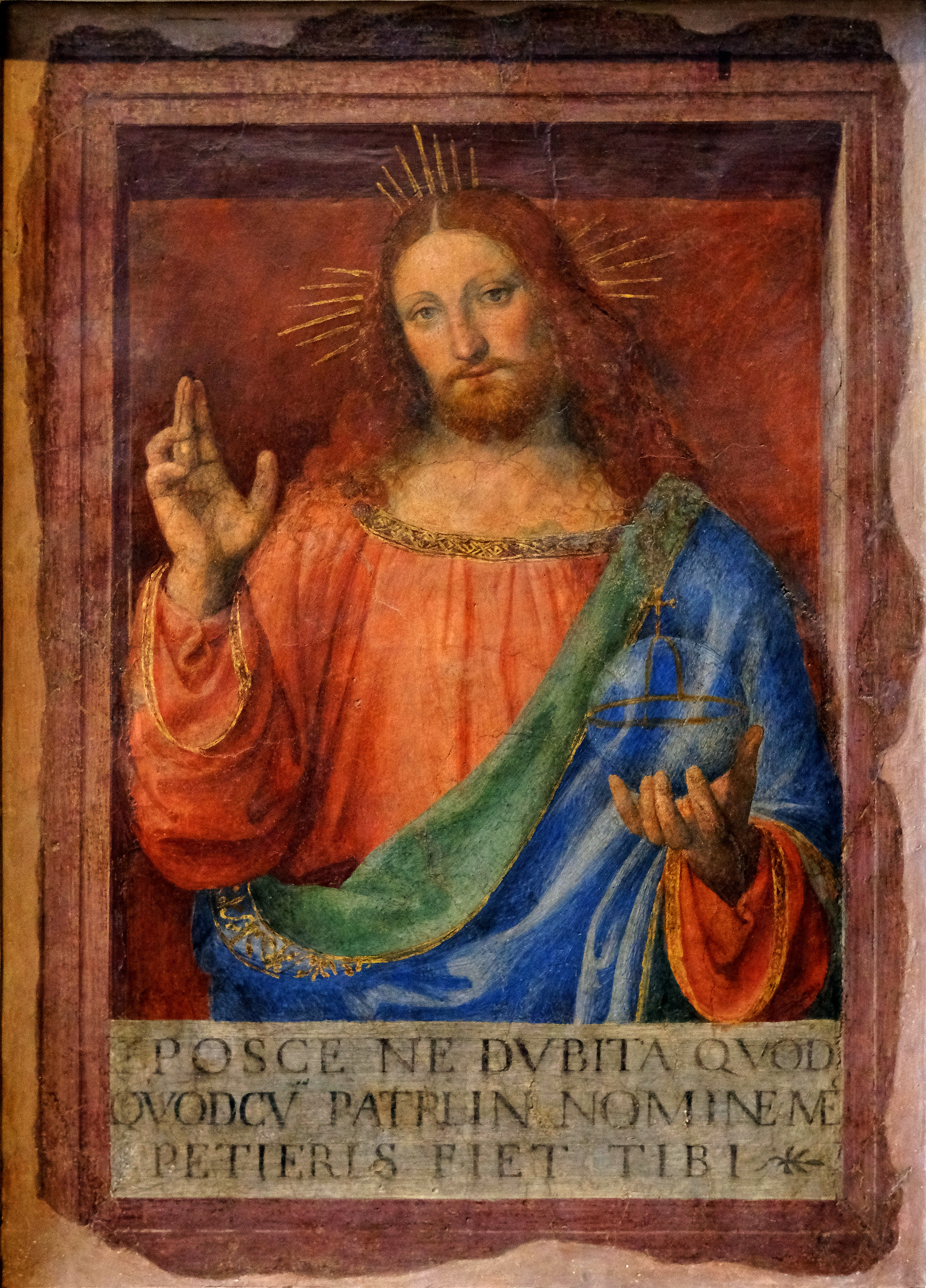
Christ bénissant, fresque transposée, musée du Louvre.

### Paris, Chantilly
- Sainte Famille, fresque déposée au Musée du Louvre , France ;
- Le Christ bénissant (fig.), 1520-1525, fresque transposée, 140 × 110 cm au musée du Louvre, France;
- L'Adoration des mages (fig.), 1520-1525, fresque transposée, 222 × 165 cm Musée du Louvre, France;
- La Nativité et l'Annonce aux bergers, 1520-1525, fresque transposée, 222 × 165 cm, Musée du Louvre, France Provient d'un oratoire de Greco Milanese[7] ?
- Le Sommeil de l'Enfant Jésus appelé aussi La Vierge tenant l'Enfant Jésus endormi, saint Jean et deux anges, 92 × 73 cm, Musée du Louvre, France;
- Salomé reçoit la tête de saint Jean-Baptiste, toile, 62 × 55 cm, Musée du Louvre[7], France ;
- L'Enfant Jésus et le petit St Jean s'embrassant, pierre noire et charbon de bois, profils incisés par transfert, ajout ultérieur de matière noire, H.25 ; L. 31 cm[8]. Paris, Beaux-Arts[9].
- Copie de la Cène de Léonard de Vinci, attribuée à Bernardino Luini, sacristie de Saint-Germain-l'Auxerrois, Paris, France ;
- L'Enfant Jésus, sauveur du monde, v. 1520, huile sur bois, Musée Condé, Chantilly, France ;

### Dijon, Langeais, Menton
- La Vierge et l'Enfant, Musée des beaux-arts de Dijon, France ;
- Vierge à l'enfant, 1522, fresque déposée, 170 × 118 cm, Château de Langeais (37), France.
- Vierge à l’Enfant avec saint Jean-Baptiste, Palais Carnolès de Menton

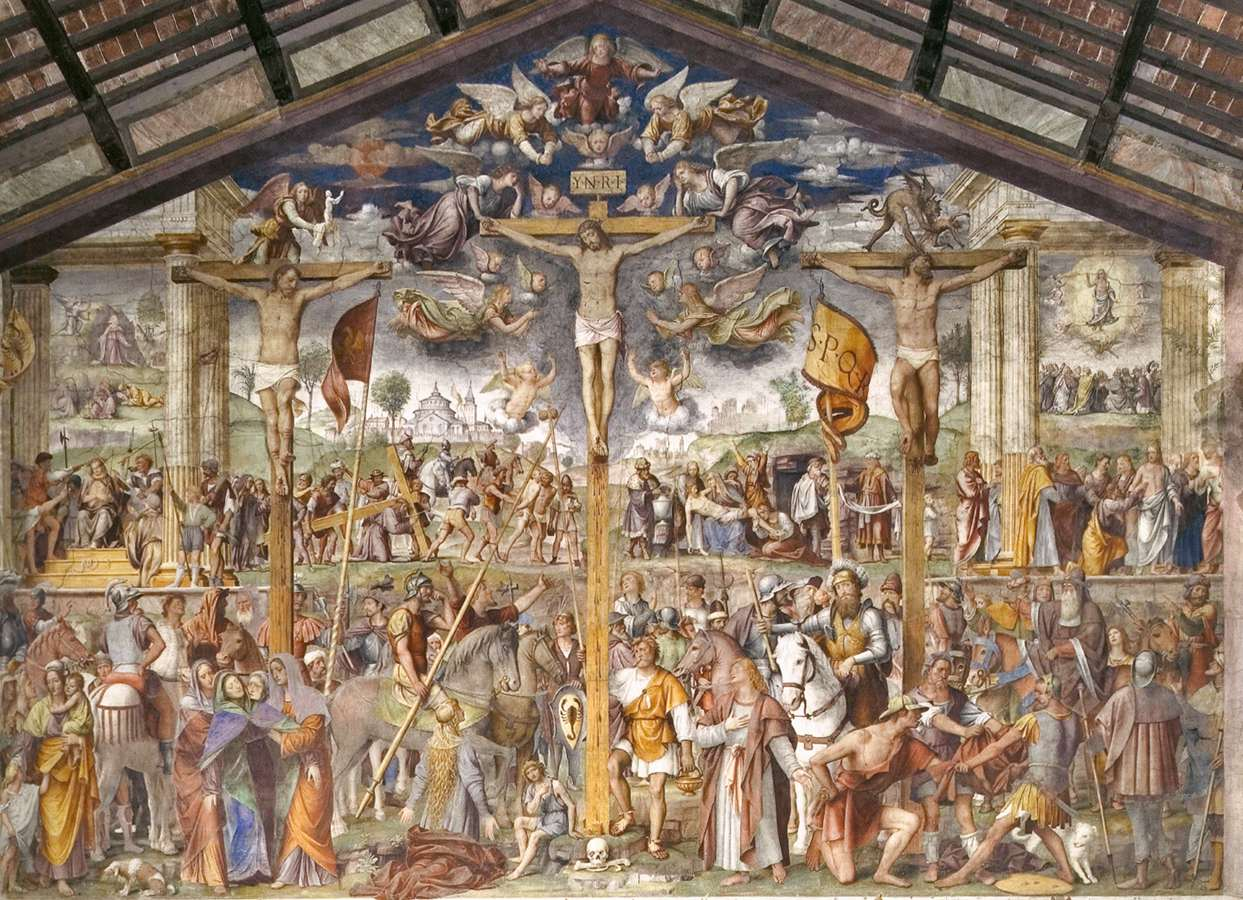
Crucifixion et scène de la Vie du Christ, Église Saint Marie des Anges de Lugano

### Ailleurs
- Sainte Catherine d'Alexandrie, au musée Statens Museum for Kunst SMK à Copenhague, Danemark ;
- La Passion et de la Résurrection, v. 1529-1521, église Santa Maria degli Angeli / Sainte-Marie-des-anges, à Lugano, Suisse ;
- Madone à l’Enfant avec saintes Catherine et Barbara, Musée des Beaux-Arts de Budapest
- Salomé avec la tête de saint Jean-Baptiste, Musée des Beaux-Arts de Boston

## Hommages
- Certains personnages de À la recherche du temps perdu, l'œuvre de Marcel Proust, soulèvent la ressemblance du personnage de Charles Swann avec le roi mage blond de l'Adoration des Mages de Luini : « […] ce Swann généreux et courtois qui me l'avait […] offert, sans avoir plus l'air de s'apercevoir de sa valeur que ne fait dans la fresque de Luini le charmant roi mage, au nez busqué, aux cheveux blonds, et avec lequel on lui avait trouvé autrefois, paraît-il, une grande ressemblance » (À l'ombre des jeunes filles en fleur)
- C'est l'un de ses tableaux qui dessine les traits du visage, à la jeunesse fragile mais toujours renouvelée, de la Comtesse de Cagliostro, amante et adversaire d'Arsène Lupin, dans les livres de Maurice Leblanc.